# وسط الصدر

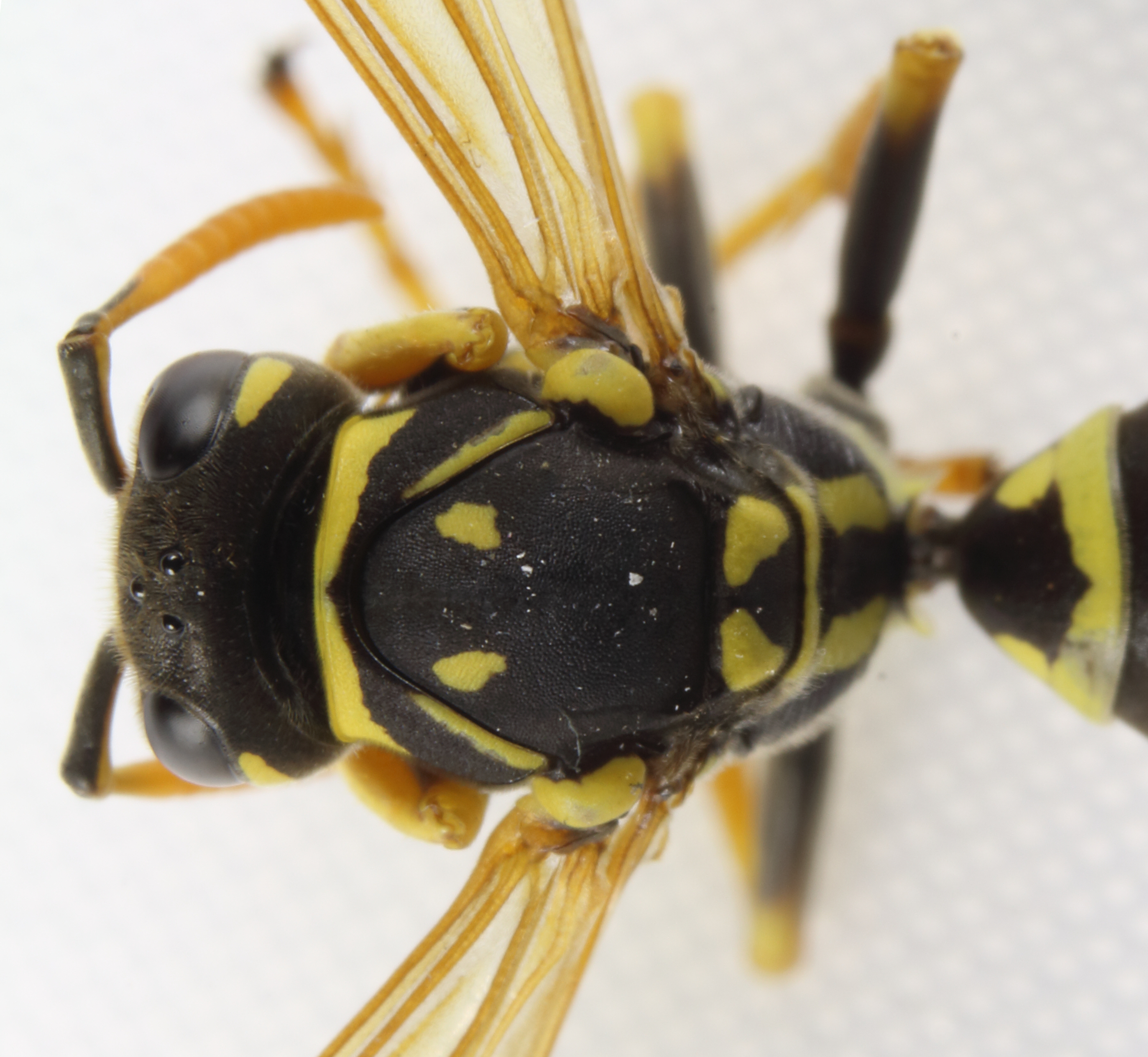
الدبور الورقي الأوروبي، بوليستس دومينولا – تفصيل الصدر (الثوراكس)

وسط الصدر أو الصدر المتوسط أو البُرْجُد (بالإنجليزية: Mesothorax)‏ هو مُنتصف الأجزاء الثلاثة في صدر الحشرة، كما يحملُ الزوج الثاني من الساقين. تُسمَّى الحلقة العلوية منه جُنْبُذَة البرجد (بالإنجليزية: Mesonotum)‏. أما الجزء الوسطي من حلقة البرجد السفلى فتسمى حُذْفُور البرجد (بالإنجليزية: Mesosternum)‏. أما الجزء الذي يوصل البرجد بالبرجاد فَيُسمَّى زُرُّ البرجاد (بالإنجليزية: Metepimerium)‏.